# 잊혀진 계절 (영화)
"잊혀진 계절"(The Forgotten Season)은 한국에서 제작된 이형 감독의 1984년 드라마, 멜로/로맨스 영화이다. 이용 등이 주연으로 출연하였고 박종구 등이 제작에 참여하였다.

## 출연

### 주연
- 이용
- 이혜숙
- 손창호

## 기타
- 조명: 최입춘
- 녹음: 유창국